# 4 de Setembro (Comoro)
4 de Setembro  (port. für „4. September“) ist eine osttimoresische Aldeia im Suco Comoro (Verwaltungsamt Dom Aleixo, Gemeinde Dili). Ihren Namen hat die Aldeia vom 4. September 1999, als das Ergebnis des Unabhängigkeitsreferendums in Osttimor bekannt gegeben wurde und die Vergeltungsaktion des indonesischen Militärs begann. 2015 lebten in 4 de Setembro 6467 Menschen.

## Lage und Einrichtungen

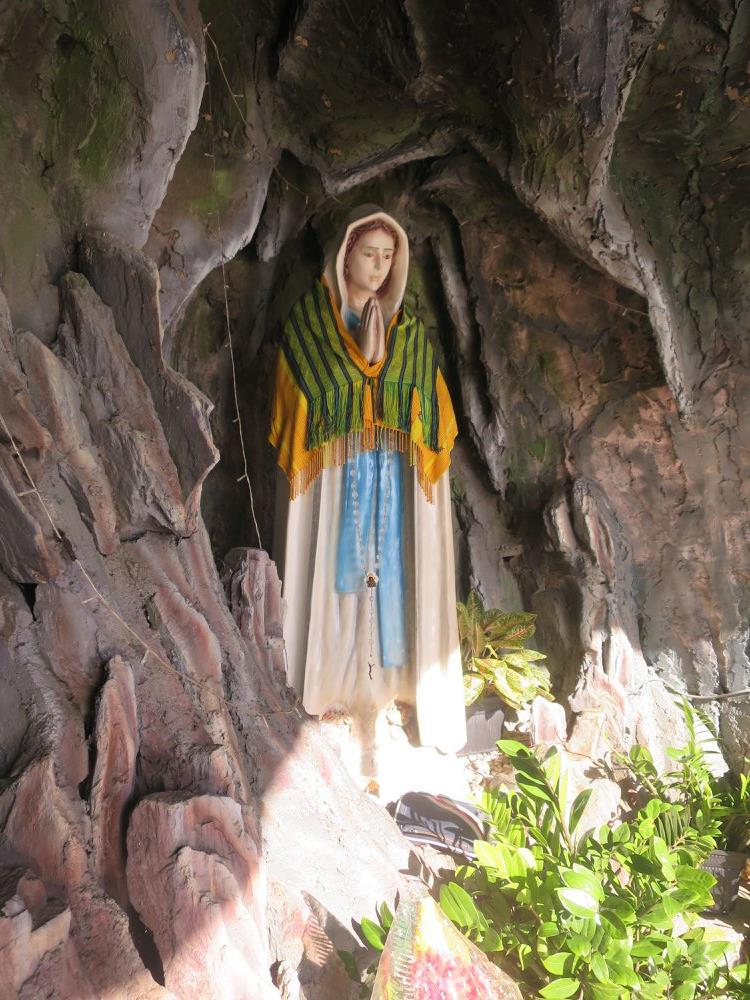
Gruta de Na. Sra. de Lourdes de Comoro

4 de Setembro liegt im Westen von Comoro. Westlich und südlich befindet sich die Aldeia 12 de Outubro, östlich die Aldeia 30 de Agosto und nordwestlich die Aldeia Golgota. Im Norden reicht 4 de Setembro bis an die Avenida da Restauração und damit an den Suco Madohi. Das Zentrum des Stadtviertels Kampung Baru liegt in 4 de Setembro.
In 4 de Setembro befindet sich an der Rua de Tali Laran I eine Feuerwehrstation. An der Grenze zur Aldeia 4 de Setembro liegen die Gruta Nossa Senhora Maria Auxilliadora, eine Mariengrotte, die Grundschule Marceco 02 Comoro, die Kirche Dom Maria Auxilliadora und das Colégio St. Pedro.